# Wolfgang Schäuble
Wolfgang Schäuble [ˈvɔlfɡaŋ ˈʃɔɪ̯blə] , né le 18 septembre 1942 à Fribourg-en-Brisgau et mort le 26 décembre 2023 à Offenbourg, est un homme d'État allemand, membre de l'Union chrétienne-démocrate d'Allemagne (CDU).
Directeur de la chancellerie fédérale, il se voit confier par Helmut Kohl, en 1989, le ministère fédéral de l'Intérieur, où il négocie les conditions de la réunification allemande et élabore le projet d'une Europe restreinte au cœur de la future zone euro. Après avoir été victime d'un attentat qui le rend paraplégique, il préside de 1991 à 2000 le groupe CDU/CSU au Bundestag puis la CDU elle-même de 1998 à 2000. Le scandale des caisses noires de la CDU l'oblige à démissionner de la présidence du parti en 2000.
Il retrouve le ministère de l'Intérieur en 2005, dans la première grande coalition dirigée par Angela Merkel ; il préconise alors une politique sécuritaire renforcée. Nommé ministre fédéral des Finances en 2009, il défend les politiques de rigueur budgétaire en Europe et œuvre, sans succès, pour la sortie de la Grèce de la zone euro en 2015. Il quitte deux ans plus tard ses fonctions gouvernementales pour prendre la présidence du Bundestag, qu'il exerce pendant quatre années.

## Éléments personnels
Wolfgang Schäuble est le deuxième des trois enfants de Karl Schäuble (de) (1907-2000), qui travaille pour une entreprise de tissage de Hornberg et qui est député au Landtag de Bade, de 1947 à 1952, après s'être établi comme conseiller fiscal et avoir participé à la fondation de la section locale de la future CDU (de). Son grand-père travaillait comme menuisier dans l'industrie horlogère de la Forêt-Noire.
Comme sa mère, Gertrud Göhring, qui a été élevée à Untertürkheim, dans la banlieue de Stuttgart, dans des règles très strictes par un père maître dinandier, Wolfgang Schäuble appartient à l'Église protestante en Allemagne (EKD), qui est, depuis 1933, le regroupement national des églises protestantes, principalement luthériennes et calvinistes.

### Formation et carrière professionnelle
Wolfgang Schäuble obtient son Abitur en 1961. Il poursuit des études supérieures à la faculté de droit de Fribourg-en-Brisgau, puis à celle de Hambourg. Il les achève en 1966 en passant son premier examen juridique d'État. Il obtient le second en 1970, puis son doctorat l'année suivante. Sa thèse est consacrée à la profession de commissaire aux comptes.
Entre 1966 et 1970, Wolfgang Schäuble occupe un poste d'assistant à l'université de Fribourg-en-Brisgau, et représente le recteur des études politiques. Il entre à l'administration fiscale du Bade-Wurtemberg en 1971.
Il a également été avocat à la cour régionale d'Offenbourg de 1978 à 1984.
Originaire de l'Ortenau, en face de Strasbourg, Wolfgang Schäuble parle couramment le français ; sur le plan politique, il s'est toutefois toujours détourné de la France, qu'il désigne parfois d'un terme moqueur utilisé dans l'espace germanique : « la Grande Nation ».

### Vie privée et familiale
En 1969, il épouse Ingeborg Hensle, une ingénieure diplômée en économétrie sociale (de) qui a été de 1996 à 2008 présidente de l'ONG Welthungerhilfe (Action contre la faim dans le monde). Ensemble, ils ont quatre enfants.
Son frère benjamin, Thomas Schäuble, son cadet de six ans, a été ministre du Bade-Wurtemberg.

### Handicap

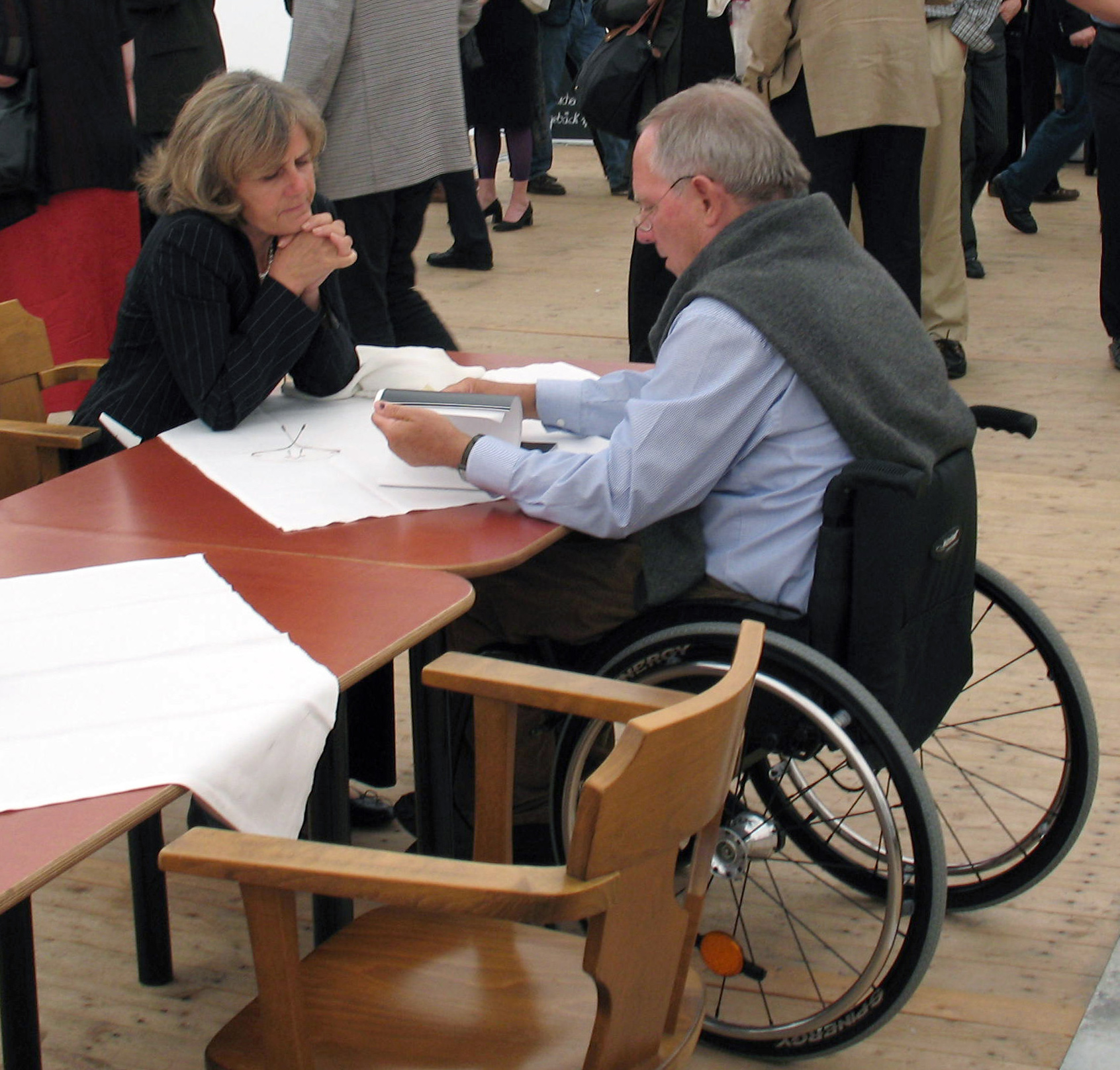
Le couple Schäuble en mai 2007, à Neukölln.

Wolfgang Schäuble est paralysé des membres inférieurs et se déplace en fauteuil roulant depuis qu'un homme a tenté de l'assassiner au cours d'un meeting électoral. L'attentat a eu lieu le 12 octobre 1990 dans la ville d'Oppenau. Deux balles tirées d'un Smith & Wesson .38 ont sectionné la moelle épinière. Une troisième a blessé à la main et au ventre le garde du corps qui se précipitait sur l'arme.
Jugé irresponsable au terme de son procès, l'auteur de l'attentat est soigné en hôpital psychiatrique. Cinq années plus tard, le 12 octobre 1995, il demande publiquement, à la radio, pardon à sa victime.
Wolfgang Schäuble est curateur de la Fondation allemande de la paraplégie (de) (DSQ) et administrateur de l'Institut international de recherche sur la paraplégie de Zurich.

## Parcours politique

### Débuts

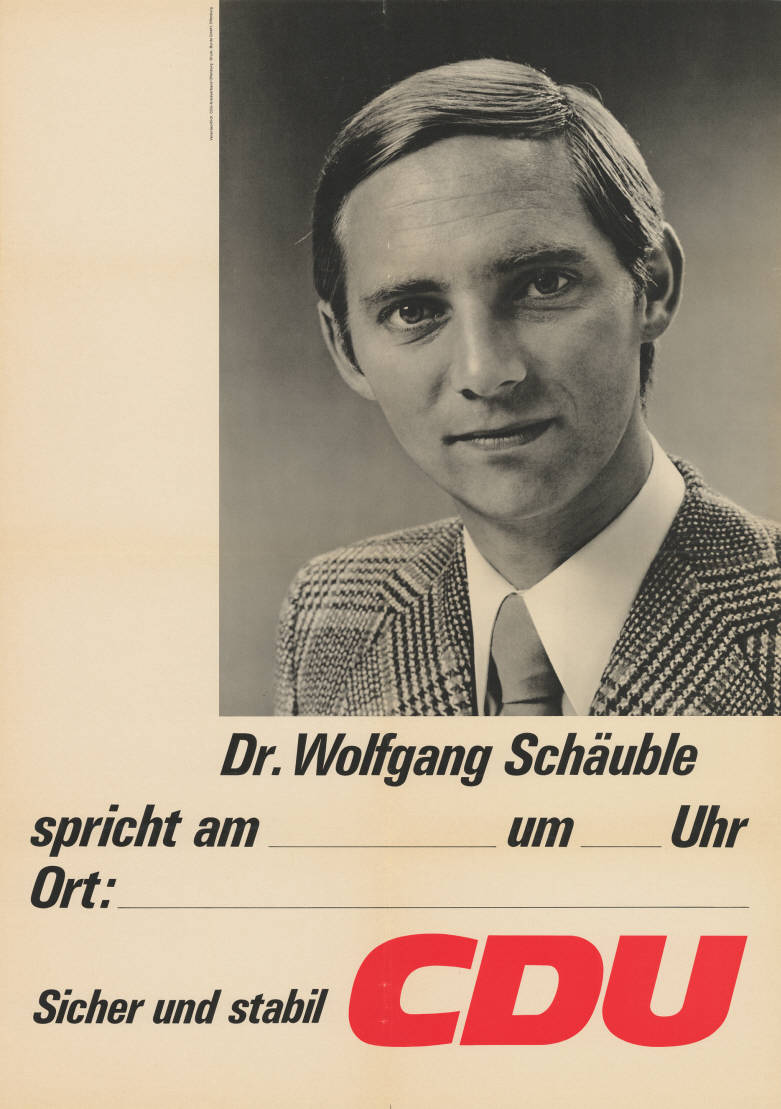
Affiche électorale du jeune candidat de la CDU Wolfgang Schäuble.

Wolfgang Schäuble découvre la politique alors qu'il n'est qu'un enfant, quand son père l'emmène avec l'aîné, Frieder (1937–2011), coller des affiches pour son parti, l'Union chrétienne-démocrate d'Allemagne. Il adhère à la Junge Union (JU), le mouvement de jeunesse de la CDU/CSU, en 1961, puis à la CDU quatre ans plus tard. Président de l'association des étudiants chrétiens-démocrates (RCDS) à Hambourg, puis à Fribourg-en-Brisgau, il est élu à la tête de la JU de Bade-du-Sud, dans le Land de Bade-Wurtemberg en 1969, pour un mandat de trois ans.
Le 19 novembre 1972, il est élu député fédéral au Bundestag, avant de prendre, en 1976, la direction de la commission fédérale des Sports de la CDU, qu'il occupe jusqu'en 1984. Il est désigné coordinateur parlementaire du groupe parlementaire de la CDU/CSU en 1981.

### Dauphin d'Helmut Kohl

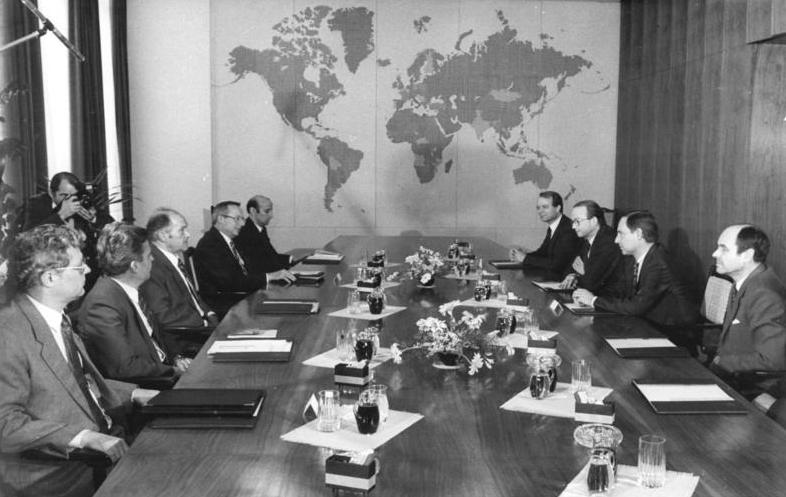
Schäuble, deuxième à droite, reçu avec Bräutigam le 27 mars 1987 par le ministre des Affaires étrangères de la RDA Oskar Fischer.

Il obtient son premier poste ministériel le 15 novembre 1984, lorsqu'il est nommé ministre fédéral avec attributions spéciales et directeur de la Chancellerie fédérale sous Helmut Kohl. Il occupe ce poste pendant près de cinq ans, puis devient ministre fédéral de l’Intérieur le 21 avril 1989. Il a joué un rôle important au moment de la réunification allemande en négociant et signant, aux côtés de Günther Krause, le traité d'unification des deux Allemagnes, en 1990.
Bénéficiant de toute la confiance de Kohl, il prend la présidence du groupe des Unions chrétiennes le 21 novembre 1991. Les échecs économiques et la baisse de popularité du chancelier lui profite et lui sont l'occasion de se positionner auprès de l'opinion publique allemande comme successeur de celui-ci. Il apparaît alors comme le véritable dirigeant du pays.
Le 27 septembre 1998, la CDU perd les élections et entre dans l'opposition. Perçu comme un « éternel Kronprinz », la perspective de succéder enfin à Helmut Kohl au poste de chancelier se précise. Il se présente comme le principal opposant en lançant un an plus tard une pétition contre la réforme du code de la nationalité voulue par la coalition rouge-verte de Gerhard Schröder et de Joschka Fischer, sous le titre « Intégration : oui – Double nationalité : non ! ».
Membre du comité directeur fédéral du parti depuis 1989, Wolfgang Schäuble est élu le 7 novembre 1998 pour succéder à Helmut Kohl à la présidence fédérale de l'Union chrétienne-démocrate d'Allemagne. Il nomme alors Angela Merkel au poste stratégique de secrétaire générale.

### Arrêt de son ascension politique
En 1994, alors qu'il est simple membre du comité directeur fédéral de la CDU, Wolfgang Schäuble fait encaisser, sous un item comptable fallacieux, un chèque de cent mille marks du trafiquant d'armes Karlheinz Schreiber. Au-delà de son aveu formulé le 10 janvier 2000, il est soupçonné d'avoir reçu du même intermédiaire un dessous de table à destination du parti. Cet épisode des « comptes de la CDU cachés en Suisse » le contraint à la démission quinze mois après sa nomination à la présidence de la CDU, en février 2000. Ses explications ont été contredites par la trésorière du parti.
Il déclare en démissionnant qu'il a « acquis la conviction que la CDU ne pourrait pas se libérer du carcan de cette crise sans un nouveau départ visible, qui concerne aussi les personnes ». Avec sa démission, c'est « l'ère Kohl » qui s'achève. Lors du congrès qui suit, il est réélu membre de la présidence fédérale du parti, tandis qu'Angela Merkel lui succède. Il abandonne la présidence du groupe parlementaire le 29 février. Le procureur abandonnera les charges à son encontre faute de preuves. La destination des sommes, supposées être les caisses de la CDU en échange d'autorisation de construire et de marchés publics, est donc restée indéterminée.
À la suite du renversement du bourgmestre-gouverneur de Berlin, Eberhard Diepgen, chrétien-démocrate, en 2001, sa candidature est proposée comme chef de file de la CDU berlinoise, mais est rejetée au profit de celle de Frank Steffel. Il est réélu député fédéral aux élections de 2002, et devient vice-président du groupe, chargé de la politique étrangère, de sécurité et européenne. L'année suivante, à l'inverse de nombreuses personnalités politiques allemandes, il soutient l'intervention militaire américaine en Irak.

### Retour au gouvernement fédéral
En 2004, il est pressenti comme candidat de la CDU/CSU à l'élection présidentielle du 23 mai, mais Angela Merkel lui préfère finalement Horst Köhler, directeur général du FMI.

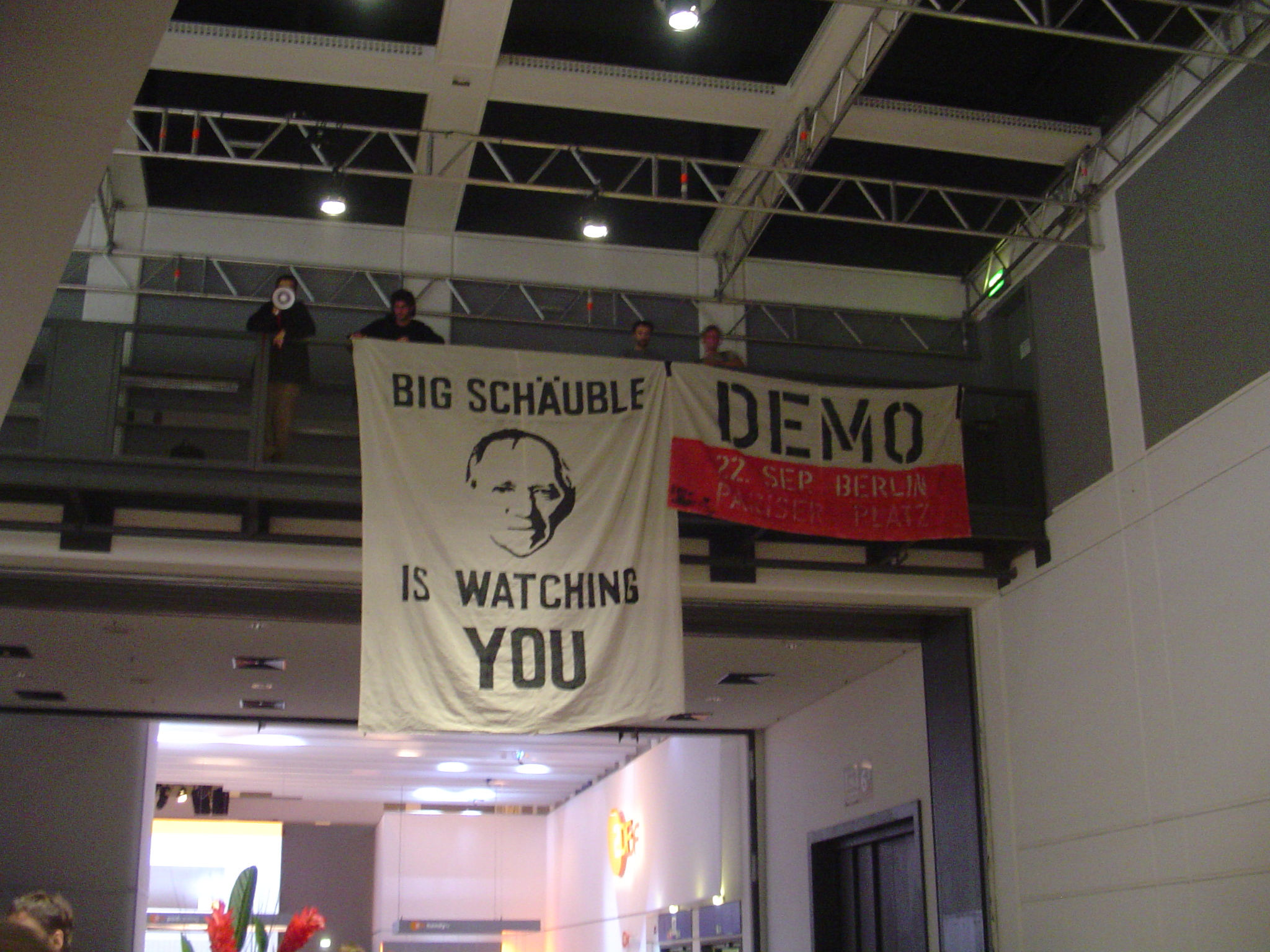
Action d'agitprop du Chaos Computer Club et du AK Vorrat, le 4 septembre 2007 à 15:30 contre la « » de Wolfgang Schäuble durant le Salon international de la radiodiffusion de Berlin.

Wolfgang Schäuble fait son grand retour le 22 novembre 2005, lorsqu'il retrouve le poste de ministre fédéral de l'Intérieur dans la grande coalition dirigée par la nouvelle chancelière, Angela Merkel. Il hérite du « Catalogue Otto » de son prédécesseur, ensemble de mesures sécuritaires prises par le gouvernement Schröder, et du dossier impliquant — avec la complicité en particulier de l'agent Kyle Foggo — le Service fédéral de renseignement (BND) dans le transfert extrajudiciaire de « détenus fantômes » vers les centres de torture secrets ouverts par la CIA en Europe de l'Est. Trois semaines après sa nomination, sans attendre les conclusions accablantes du rapport Marty et le témoignage d'une victime, Khaled El-Masri, il se prononce en faveur d'une telle collaboration.
Il s'illustre en 2007 par des déclarations polémiques qui militent dans le sens de la « guerre contre le terrorisme ». Il affirme que l'application de la présomption d'innocence n'est pas pertinente dans le cas des opérations anti-terroristes. Il propose la mise en place d'une législation fédérale autorisant les exécutions extrajudiciaires de terroristes et interdisant aux personnes soupçonnées de sympathiser avec les terroristes d'utiliser un téléphone mobile ou Internet. Il se déclare favorable aux détentions de sûreté (de) à l'instar du camp américain de Guantánamo, à propos duquel il argue qu'il s'agissait d'une « réponse légalement admissible des civilisations constitutionnelles contre la barbarie du terrorisme ». Il va jusqu'à inciter à une réforme de mode de scrutin d'un Bundestag indocile, en supprimant tout quorum et en réduisant l'assiette du vote aux seuls députés présents.
Tout en prônant une politique qui encadre une immigration qu'il juge incontournable, alors que l'Allemagne doit trouver une solution à son problème de dénatalité, il préconise une politique sécuritaire. Ses détracteurs la comparent à la politique de la police secrète est-allemande, la Stasi, et lancent une campagne de dénigrement intitulée ironiquement Stasi 2.0 (de). Il s'est exprimé à plusieurs reprises en faveur de l'immigration, rejetant toute « fermeture » de l'Europe qui la ferait « dégénérer dans la consanguinité » et présentant les musulmans en Allemagne comme « un enrichissement de notre ouverture et de notre diversité ».

### Ministre fédéral des Finances
Il est nommé ministre fédéral des Finances le 28 octobre 2009, à la suite de la formation d'une coalition noire-jaune. À ce titre, il sera responsable de la mise en œuvre des baisses d'impôt prévues par l'accord de coalition et de la réduction du déficit budgétaire.
Il annonce en février 2010 avoir autorisé l'achat de données bancaires, volées en Suisse, qui concernent des contribuables allemands soupçonnés de fraude fiscale. Un mois plus tard, il se prononce en faveur de la création d'un FMI européen dans le contexte de la crise des finances publiques de la Grèce. Il a également dit être favorable à l'expulsion de la zone euro d'un État qui ne parviendrait pas à redresser ses finances publiques. Victime de plusieurs ennuis de santé au début de l'année 2010, il est évacué du Conseil pour les affaires économiques et financières (ECOFIN), réuni le 9 mai 2010 à Bruxelles, à la suite d'une allergie à un nouveau médicament, et reste hospitalisé jusqu'au lendemain.
Le 28 septembre 2010, en plein débat sur le projet de budget fédéral au Bundestag, il est hospitalisé en raison d'escarres, et reste absent de la vie politique pendant quatre semaines. Son retour est marqué par la démission de son porte-parole et par des spéculations de remaniement ministériel qui le verrait quitter son poste – et le gouvernement – au profit de Thomas de Maizière.

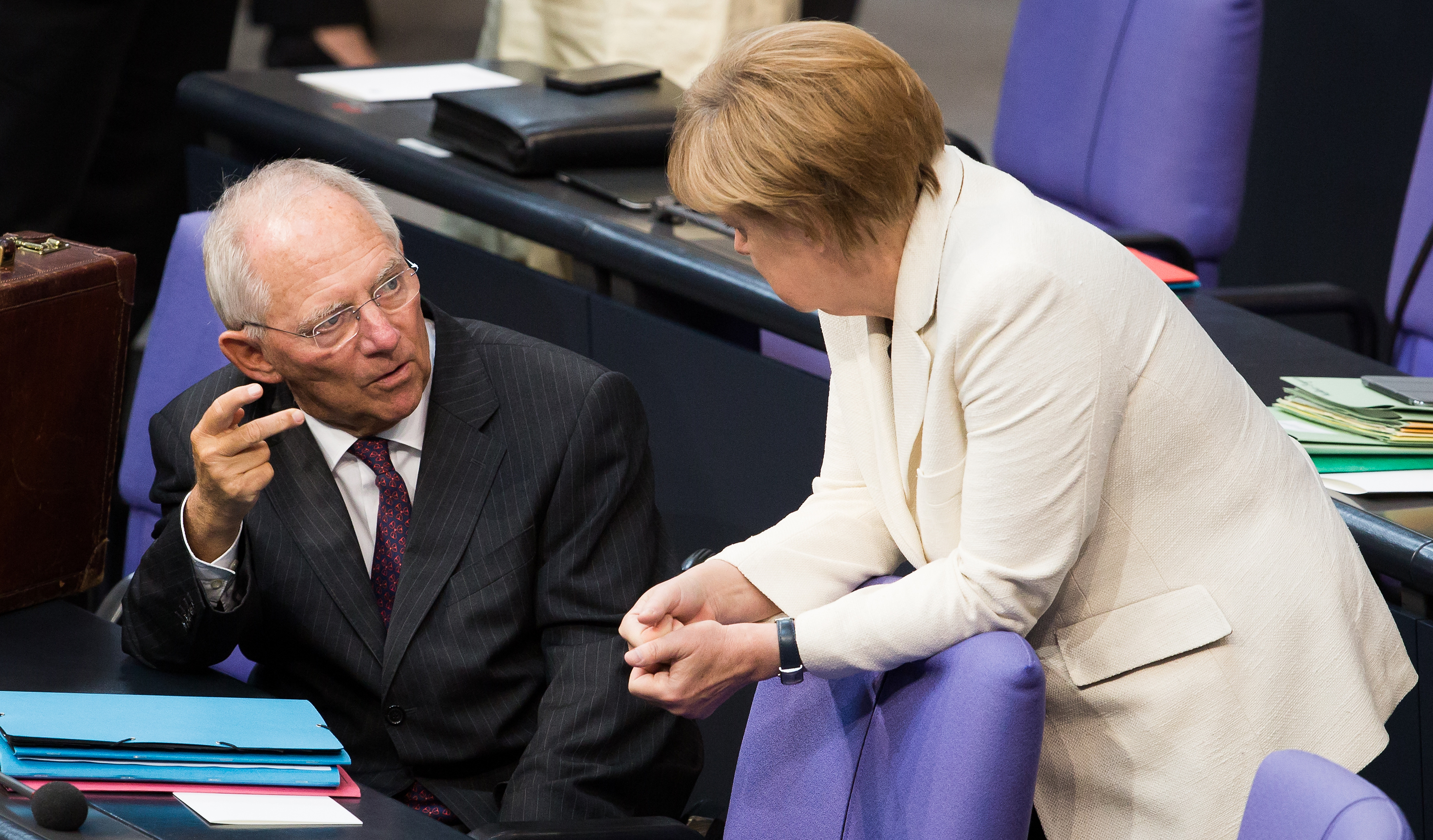
Wolfgang Schäuble et Angela Merkel au Bundestag en septembre 2014.

Très apprécié au sein de la CDU, il incarne la politique économique « orthodoxe » de l'Allemagne d'Angela Merkel (politique dite du schwarze Null, traduction en français noir zéro), et notamment son succès, dans une Europe pâtissant encore de la crise de 2008. En 2012, il est lauréat du prix International Charlemagne. Il est toutefois critiqué dans les pays ayant eu le sentiment de subir une « cure d'austérité » imposée par la première puissance économique du continent. À la formation du cabinet Merkel III, le 17 décembre 2013, il est reconduit dans ses fonctions.
En mars 2014, alors que le président de la République française, François Hollande, a officiellement invité le président russe Vladimir Poutine à la commémoration du 70e anniversaire du débarquement de Normandie, Wolfgang Schäuble s'exprime publiquement sur le rattachement de la Crimée à la Russie, compare l'opération à l'annexion des Sudètes, que les accords de Munich avaient autorisée en septembre 1938, et Vladimir Poutine à Adolf Hitler. Avec 72 % d'opinions favorables, il est alors, auprès des Allemands, un homme qui pèse de tout le poids de cette popularité pour imposer ses vues au sein du gouvernement de coalition.
En janvier 2016, il estime, face à la crise migratoire que subit l'Europe, que l’Union européenne a besoin de mettre en place un plan Marshall pour favoriser le développement économique des pays du pourtour méditerranéen, et ainsi de dissuader les populations de ces pays de migrer vers le vieux continent. Il estime qu’il faudrait consacrer « des milliards » à ce plan.
Le 11 avril 2017, il apporte son soutien à Emmanuel Macron pour l'élection présidentielle française de 2017,.

### Président du Bundestag

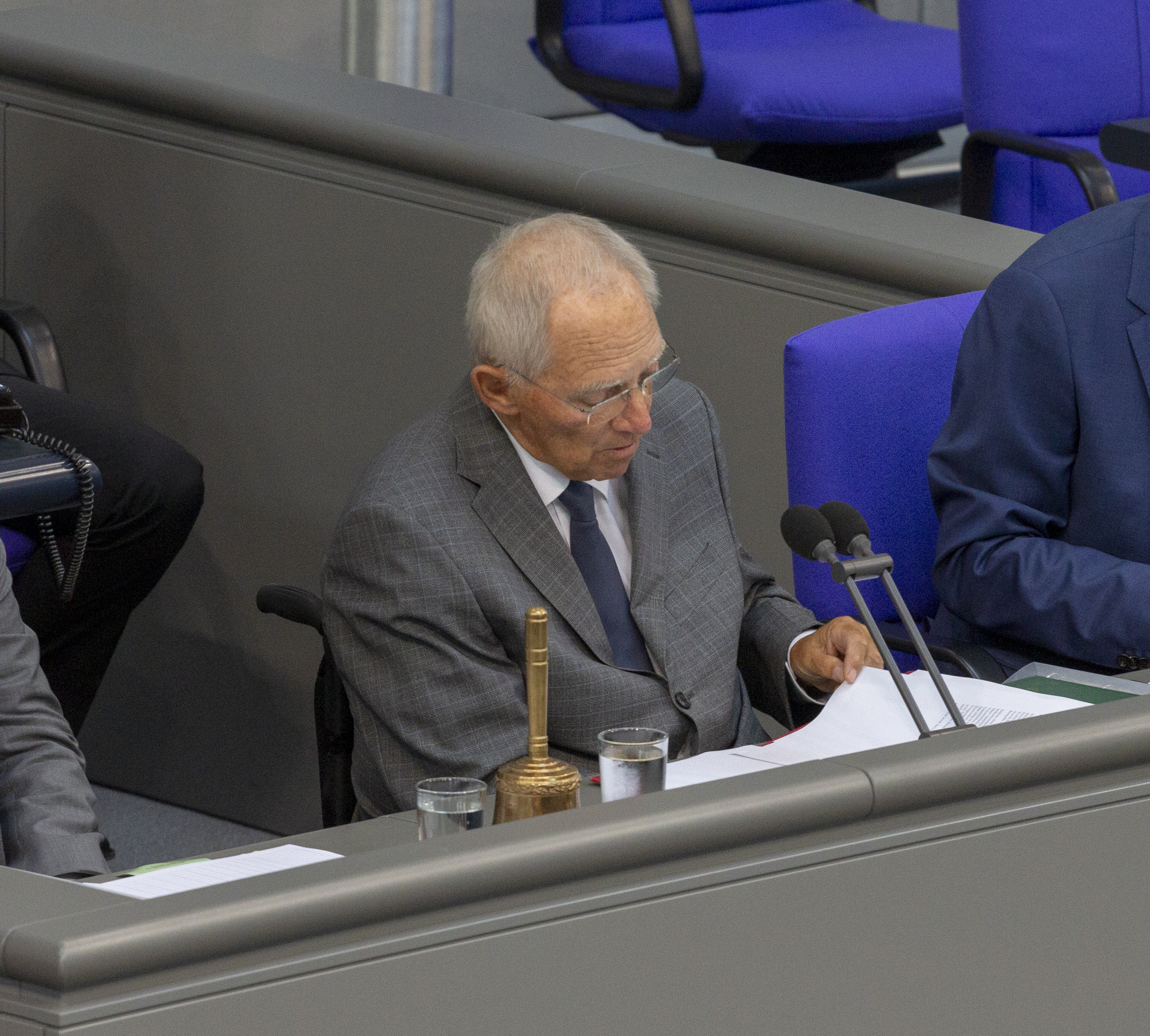
Wolfgang Schäuble présidant une séance au Bundestag, en 2019.

Le 27 septembre 2017, quelques jours après les élections fédérales à nouveau remportées par les conservateurs, Volker Kauder déclare que son groupe a l'intention de proposer la candidature de Wolfgang Schäuble à la présidence du Bundestag.
Son départ annoncé du ministère des Finances est alors présenté comme un « tournant », compte tenu de son influence au sein de l'Eurogroupe selon le quotidien français Les Échos. Pour sa part, le journal Le Monde juge cette désignation comme un « signe d’affaiblissement évident » de la chancelière Angela Merkel, qui perd ainsi « son ministre le plus expérimenté et le plus populaire » alors que s'ouvrent des négociations difficiles entre les conservateurs, les écologistes et les libéraux pour la formation d'un gouvernement.
Le 24 octobre, Wolfgang Schäuble quitte ses fonctions gouvernementales, qui sont confiées par intérim à Peter Altmaier, et devient effectivement président du Bundestag après avoir obtenu 501 suffrages en sa faveur sur 705 exprimés. Il succède au conservateur Norbert Lammert.
Lors du congrès de la CDU de 2018, il apporte son soutien à Friedrich Merz contre Annegret Kramp-Karrenbauer pour la présidence du parti. Le premier est un adversaire d'Angela Merkel alors que la seconde est considérée comme sa dauphine. Le choix de Wolfgang Schäuble est analysé comme une survivance des conflits internes au parti lorsque, presque deux décennies plus tôt, Merkel avait ravi sa direction aux barons chrétiens-démocrates, impliqués dans l'affaire des caisses noires de la CDU. C'est finalement Karrenbauer qui l'emporte.
Wolfgang Schäuble quitte la présidence du Bundestag après quatre ans de mandat, à la suite des élections fédérales de 2021. La sociale-démocrate Bärbel Bas lui succède.

## Mort
Wolfgang Schäuble, atteint d'un cancer, meurt le 26 décembre 2023 à son domicile d'Offenbourg, à l'âge de 81 ans,.

## Publications
- Die berufsrechtliche Stellung der Wirtschaftsprüfer in Wirtschaftsprüfungsgesellschaften - Thèse de doctorat., Université albertine, Fribourg-en-Brisgau, 1971.

Le statut de l'auditeur en cabinets d'audit au regard du droit du travail.
- Der Vertrag. Wie ich über die deutsche Einheit verhandelte., DVA, Stuttgart, 1991  (ISBN 3-421-06605-1).

Le Contrat. Comment j'ai négocié l'unité allemande.
- Und der Zukunft zugewandt. Perspektiven deutscher Politik., Siedler (de), Berlin, 1994,  (ISBN 3-88680-555-7).

Et face à l'avenir. Perspectives de la politique allemande.
- Und sie bewegt sich doch., Siedler (de), Berlin, 1998,  (ISBN 3-88680-650-2).

Et pourtant, elle tourne.
- Mitten im Leben., Bertelsmann (de), Munich, 2000,  (ISBN 3-570-00497-X).

Dans la vraie vie.
- Scheitert der Westen? Deutschland und die neue Weltordnung., Bertelsmann (de), Munich, 2003,  (ISBN 3-570-00788-X).

L'Occident échoue-t-il ? L'Allemagne et le nouvel ordre mondial.
- Braucht unsere Gesellschaft Religion? Vom Wert des Glaubens., University Press of America, Berlin, 2009.

Notre société a-t-elle besoin de la religion ? À propos de la valeur que portent les croyances.
- « 60 Jahre Grundgesetz: Verfassungsanspruch und Wirklichkeit.», in dir. Caroline Robertson (de), Kulturwissenschaft interdisziplinär, vol. 4 "60 Jahre Grundgesetz. Interdisziplinäre Perspektiven", Baden-Baden, 2009.

Soixante ans de constitution : recours et réalité.

## Distinctions et honneurs

### Décorations

#### Décorations allemandes
- Grand-croix de l'ordre du Mérite de la République fédérale d'Allemagne en 1991 (grand commandeur en 1989)

#### Décorations étrangères
- Chevalier grand-croix de l'ordre du Mérite de la République italienne (1986)
- Commandeur de la Légion d'honneur (1998)[43]
- Ordre du Mérite de Bade-Wurtemberg (2008)
- Grand officier de l'ordre de la Couronne de chêne (2011)[44]

#### Décorations internationales
Ordre olympique échelon argent (Comité international olympique), le 24 février 2020

### Titres
- 1971 : Docteur en droit de l'université de Fribourg-en-Brisgau.
- 1992 : Docteur honoris causa de la faculté des sciences juridiques de l'université Friedrich-Alexander d'Erlangen-Nuremberg.
- 2005 : Docteur honoris causa de la faculté des sciences juridiques de l'université de Fribourg.
- 2009 : Docteur honoris causa de la faculté des sciences sociales et comportementales de l'université Eberhard Karl de Tübingen pour sa contribution au sport.

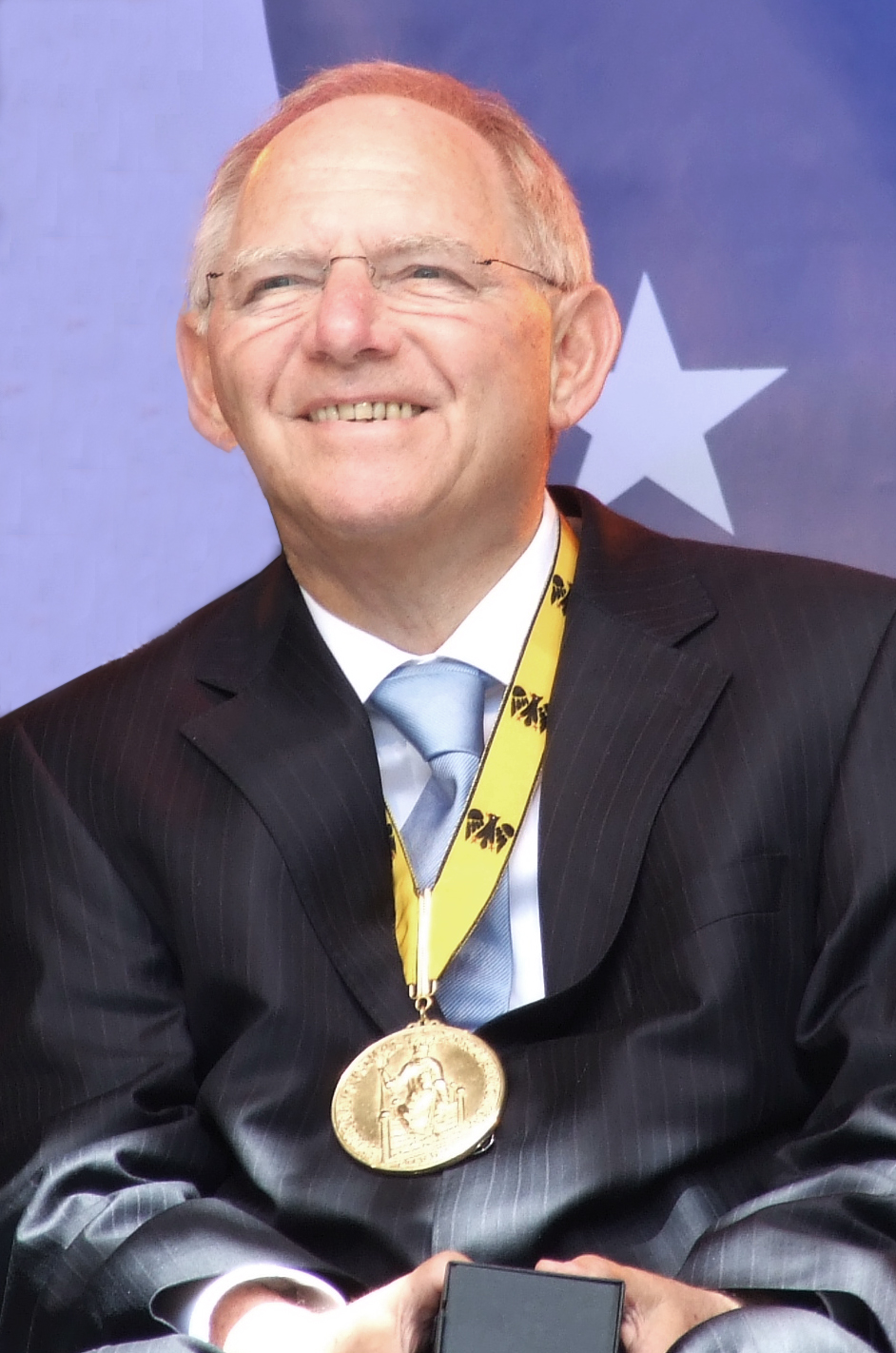
Lauréat du prix Charlemagne en 2012.

### Prix
- 1995 : Prix européen de l'artisanat (de)[46].
- 1998 : Prix Konrad Adenauer de la Fondation Allemagne (de).
- 2008 : Prix d’honneur du prix universitaire Prix Bartholdi
- 2009 : Prix d'honneur du Prix allemand du développement durable (de) pour sa contribution à l'unification et l'intégration de l'Allemagne.
- 2010 : Prix de la tolérance de l'académie évangélique de Tutzing (de) pour son initiative d'une Conférence allemande sur l'Islam (de).
- 2012 : Prix Charlemagne pour sa contribution à l'intégration européenne et la stabilisation de l'union monétaire[47].
- 2014 : Prix de la concorde et de la tolérance (de) du Musée juif de Berlin.
- 2015 : Prix Jean Henri Voss (de).
- 2015 : Prix Point Alpha (de)[48].

Le 2 octobre 2017, il est élu membre associé étranger de l'Académie des sciences morales et politiques.